# 伊索約基

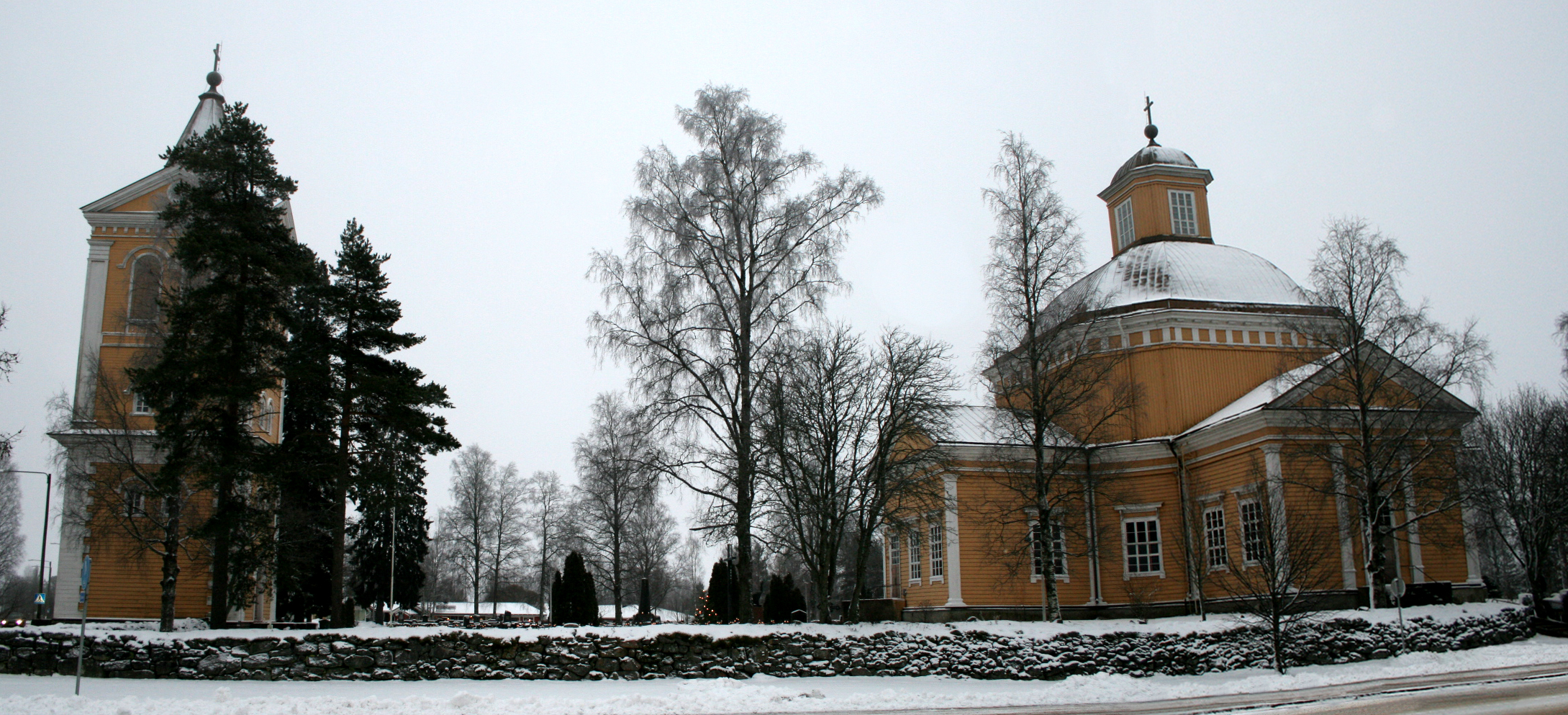

伊索約基（芬蘭語：Isojoki）是芬蘭的城鎮，位於該國西南部，由南博滕區負責管轄，始建於1855年，面積647平方公里，2013年人口2,299，人口密度為每平方公里3.58人。

## 外部連結
- Municipality of Isojoki （页面存档备份，存于） – Official website